# 格利維采城堡

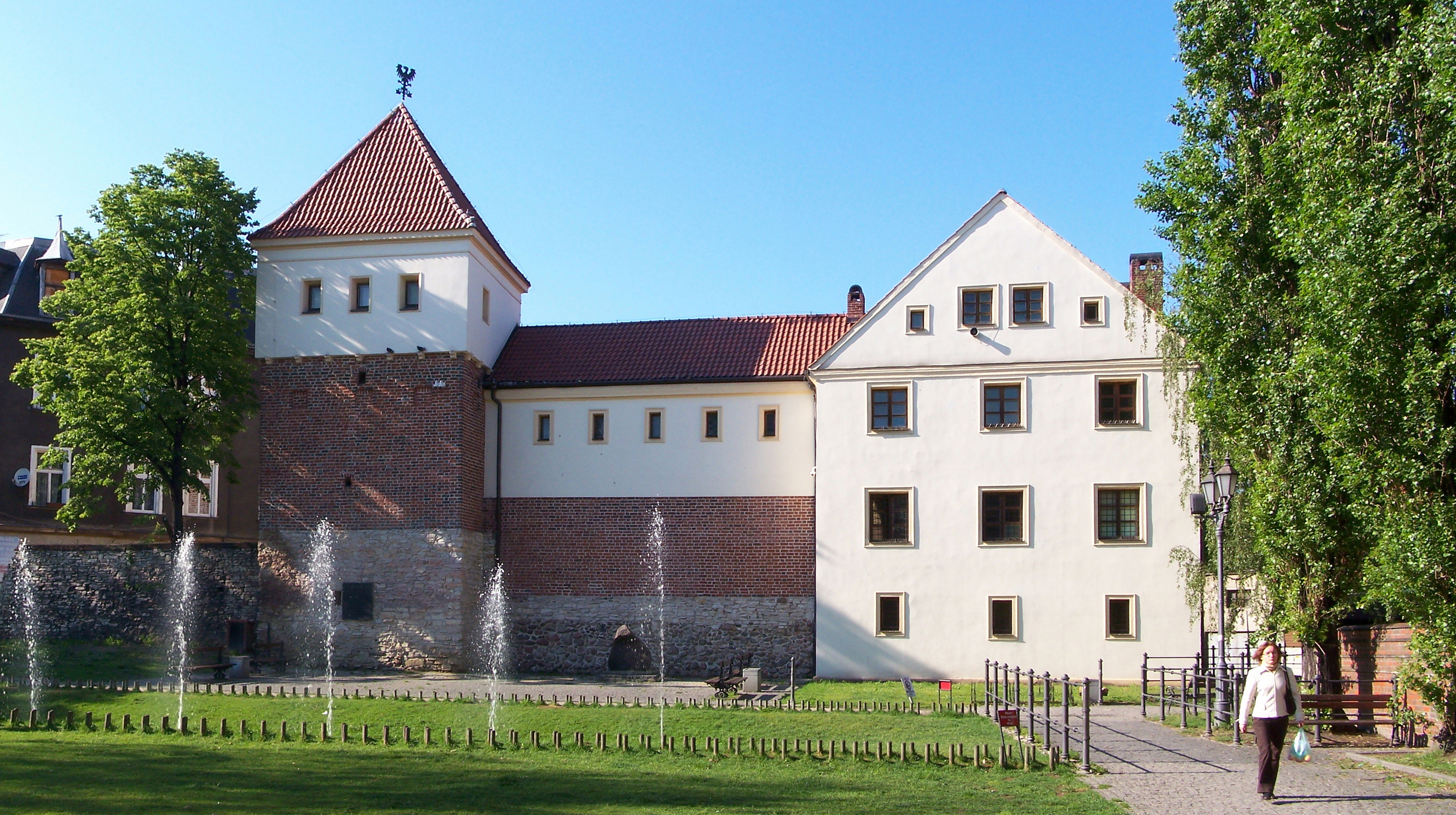

格利維采城堡，又稱皮亞斯特城堡（Piast's Castle），是波蘭的一座城堡，位於波蘭南部城市格利維采。格利維采城堡可以追溯至14世紀中期，城堡內的塔樓歷史開始於1322年，最初是城牆的一部。自1959年開始，格利維采城堡是格利維采博物館的一部分。

## 外部連結
- （波兰語） About the castle

50°17′34″N 18°39′57″E / 50.29278°N 18.66583°E